# Winter-Universiade 1972/Eiskunstlauf
Bei der Winter-Universiade 1972 wurden vier Wettbewerbe im Eiskunstlauf ausgetragen.

## Bilanz

### Medaillenspiegel
| Platz  | Land               | Gold | Silber | Bronze | Gesamt |
| ------ | ------------------ | ---- | ------ | ------ | ------ |
| 1      | Vereinigte Staaten | 2    | 1      | 3      | 6      |
| 2      | Sowjetunion        | 2    | 1      | –      | 3      |
| 3      | Tschechoslowakei   | –    | 2      | –      | 2      |
| Gesamt | Gesamt             | 4    | 4      | 3      | 11     |

### Medaillengewinner
| Disziplin | Gold                                   | Silber                             | Bronze                         |
| --------- | -------------------------------------- | ---------------------------------- | ------------------------------ |
| Frauen    | Jenny Walsh                            | Ľudmila Bezáková                   | Julia Johnson                  |
| Männer    | John Misha Petkevich                   | Wladimir Kowaljow                  | Perry Hutchings                |
| Paarlauf  | Galina Karelina / Georgi Proskurin     | Debbie Hughes / Philip Grout       | nicht vergeben                 |
| Eistanz   | Jelena Scharkowa / Gennadi Karponossow | Diana Skotnická / Martin Skotnický | Debbie Ganson / Bradley Hislop |